# Anthony Perez
Anthony Perez (* 22. dubna 1991) je francouzský profesionální silniční cyklista jezdící za UCI WorldTeam Cofidis.

## Hlavní výsledky
2012
Národní šampionát
5. místo časovka do 23 let
2013
Frankofonní hry
4. místo silniční závod
2015
Tour des Pays de Savoie
 vítěz sprinterské soutěže
2017
Tour du Gévaudan Languedoc-Roussillon
 vítěz bodovací soutěže
vítěz 2. etapy
Tour de Luxembourg
3. místo celkově
vítěz 3. etapy
2018
Route d'Occitanie
 vítěz vrchařské soutěže
Tour de Yorkshire
7. místo celkově
Tour de Luxembourg
9. místo celkově
vítěz 4. etapy
Tour de l'Ain
10. místo celkově
2019
2. místo Duo Normand (s Christophem Laportem)
2020
Tour des Alpes-Maritimes et du Var
vítěz 1. etapy
2021
Paříž–Nice
 vítěz vrchařské soutěže
3. místo Polynormande
4. místo Mercan'Tour Classic
Tour de France
 cena bojovnosti po 17. etapě
2022
vítěz Classic Loire Atlantique
5. místo Route Adélie
Tour de France
 cena bojovnosti po 4. etapě
2023
vítěz La Drôme Classic
2. místo Cholet-Pays de la Loire
Tour Poitou-Charentes en Nouvelle-Aquitaine
5. místo celkově
5. místo La Roue Tourangelle
Étoile de Bessèges
9. místo celkově
Tour des Alpes-Maritimes et du Var
9. místo celkově

### Výsledky na Grand Tours
| Grand Tour      | 2017 | 2018 | 2019 | 2020 | 2021 | 2022 | 2023 |
| --------------- | ---- | ---- | ---- | ---- | ---- | ---- | ---- |
| Giro d'Italia   | —    | —    | —    | —    | —    | 88   | —    |
| Tour de France  | —    | 85   | 87   | DNF  | 86   | 83   | DNF  |
| Vuelta a España | 80   | —    | —    | —    | —    | —    |      |

| —   | Nezúčastnil se |
| DNF | Nedokončil     |